# Elisabeth Wilms
Elisabeth Wilms (* 22. Juli 1905 in Lengerich; † 25. August 1981 in Asseln) war eine deutsche Dokumentarfilmerin.

## Leben
Elisabeth Wilms war eines von vier Kindern eines münsterländischen Metzgermeisters, in dessen kleiner Wurstfabrik sie bereits während ihrer Schulzeit mitarbeitete.
1932 heiratete die damals 27-Jährige den Dortmunder Bäckermeister Erich Wilms. Nach einer Schmalfilmvorführung bei Nachbarn begann sie ab 1941 mitten im Zweiten Weltkrieg selbst zu filmen, zunächst mit einer geliehenen 16-mm-Kamera. Ab 1943 war sie aktiv im Dortmunder Schmalfilmclub. Ihre ersten Spiel- und Dokumentarfilme wie „Der Weihnachtsbäcker“ und „Münsterland – Heimatland“ drehte sie auf dem damals neuen Farbmaterial Agfacolor. Obwohl es strikt verboten war, filmte Elisabeth Wilms Bombenangriffe auf Münster und Dortmund. An das während des Krieges schwer zu bekommende Rohfilmmaterial gelangte sie im Tausch gegen Lebensmittel.
Nach 1945 dokumentierte sie für das Evangelische Hilfswerk das Nachkriegselend der Bevölkerung, um Spenden im Ausland zu sammeln. Die Filme „Dortmund 1947“ und „Schaffende in Not“ sind heute wertvolle historische Quellen und erhielten den Bundesfilmpreis.
Obwohl sie hauptberuflich mit ihrem Mann den Bäckereibetrieb leitete, drehte sie zahlreiche Filme über den Wiederaufbau, die Industrie und über soziale Projekte und Schulen. Sie filmte den Bau der Westfalenhalle, die Bundesgartenschau in Dortmund, Kraftwerksbauten, die Produktion der Westfalenhütte und den Bau des Eiderstaudamms. Auftraggeber ihrer Dortmund-Filme waren die Stadt, die Stadtwerke und die VEW, die Industriefilme entstanden im Auftrag Dortmunder Firmen. Auch Werbe- und Reisefilme sowie Reportagen gehören zu ihrem Werk.
Für ihre Werke erhielt Wilms 1977 das Bundesverdienstkreuz und 1979 die Ehrennadel der Stadt Dortmund.
Wilms Stärke lag in der außerordentlich professionellen Kameraführung. Sie schnitt ihr Material selbst am Wohnzimmertisch an einem gewöhnlichen Umroller, ihr Mann Erich war Stativträger und Chauffeur.
Michael Lentz und Jürgen Klauß drehten 1980 über Elisabeth Wilms für den WDR den Dokumentarfilm „Brot und Filme“.

## Filmografie
(Auswahl aus mehr als 200 Filmen)
- 1943: Der Weihnachtsbäcker
- 1944: Münsterland – Heimatland
- 1947: Dortmund 1947
- 1948: Schaffende in Not
- 1948: Alltag nach dem Krieg (ein 16-mm-Schwarzweiß-Stummfilm, der 1981 vom Institut für Film und Bild (FWU) bearbeitet und von der 75-jährigen Wilms nachträglich kommentiert wurde)
- 1950: Vom Eisenerz zum Walzdraht – Westfalenhütte Dortmund AG
- 1952: Dortmunds neue Westfalenhalle – Der Gigant unter den Sportpalästen
- 1955: Flirt mit der Maschine
- 1955: Durch das Sonnenland Italien
- 1956: Von der Etsch bis an den Belt
- 1962: Schiffshebewerk Henrichenburg in Waltrop
- 1972: Wasser mehr als H20
- 1975: Thyssen-Klönne Stahlbrückenbau

## Ehrungen
- Bundesverdienstkreuz am Bande 1977
- Ehrennadel der Stadt Dortmund 1979
- Straßenbenennung in Asseln